# Jigsaw (luchador)
Ed McGuckin (16 de diciembre de 1983) es un luchador profesional estadounidense, más conocido por el nombre artístico de Jigsaw. Actualmente está trabajando en la promoción de lucha libre profesional Chikara y ha trabajado sobre todo para Combat Zone Wrestling, Full Impact Pro, y Ring of Honor.

## Carrera
Jigsaw se formó originalmente como un luchador profesional en la Chikara Wrestle Factory por Chris Hero y Mike Quackenbush.

## En lucha
- Movimientos finales
  - Brainbuster[7]
  - Cancún Tornado (Corkscrew moonsault)[2][1]
  - Jig 'n' Tonic (Cradle back to belly piledriver, sometimes from the second rope)[2][1][4]

- Movimientos de firma
  - Darkness Buster (Straight jacket scoop brainbuster)[2][1]
  - Diving stomp[2][4]
  - Leap of Faith (Standing or a running frankensteiner to an opponent on the top rope)[2][1][4]
  - Multiple revolution headscissors takedown[1]
  - Prawn hold[1]
  - Rack Bomb (Backbreaker rack transitioned into a powerbomb)[4]
  - Shining wizard[1]
  - Superkick[2][1][4]

- Apodos
  - "The Wrestling Riddle Wrapped in an Enigma"[8]

- Managers
  - Julius Smokes[1]
  - Mercedes Martinez[1]

## Campeonatos y logros
- Chikara

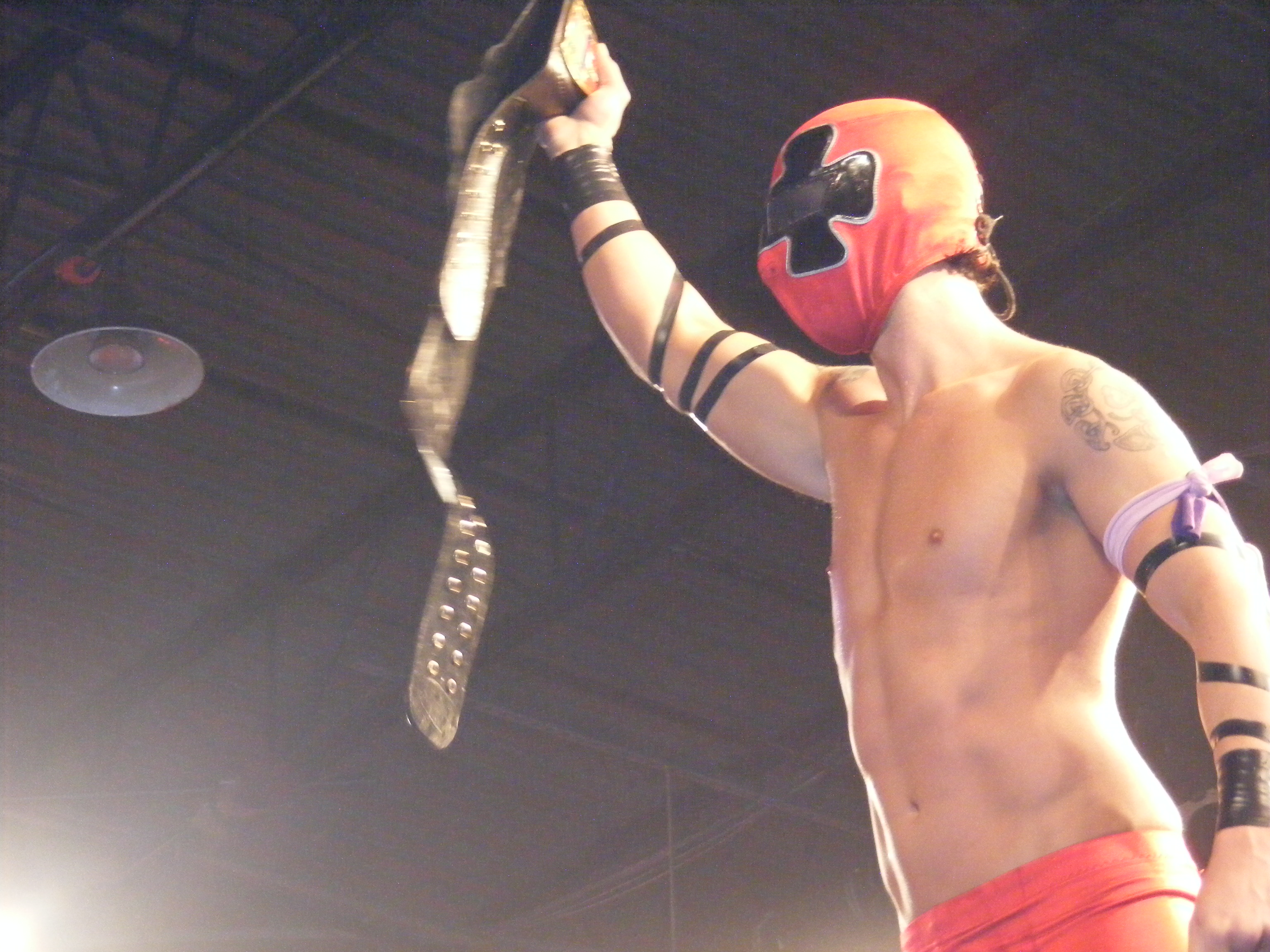
Jigsaw en posesión del cinturón Chikara Campeonatos de Parejas en abril de 2011.

  - Campeonatos de Parejas (2 veces) – con Mike Quackenbush (1) y The Shard (1)[9]
  - Young Lions Cup (1 vez)[10]
  - King of Trios (2007) – con Mike Quackenbush and Shane Storm[11]
  - Torneo Cibernético (2004)[12]

- Combat Zone Wrestling
  - CZW World Junior Heavyweight Championship (1 vez)

- Pro Wrestling Illustrated
  - Situado en el #259 de los PWI 500 en 2010[13]
  - PWI lo situó entre el top diez a observar en 2009[4]

### Lucha de Apuesta récord
| Apuesta | Ganador | Perdedor | Ubicación               | Fecha               | Notas               |
| ------- | ------- | -------- | ----------------------- | ------------------- | ------------------- |
| Hair    | Jigsaw  | Icarus   | Hellertown, Pensilvania | 22 de julio de 2006 | Mask vs. Hair match |